# Terminal Andrés Sanín
La Terminal Andrés Sanín es una de las terminales de cabecera del Sistema Integrado de Transporte MIO de la ciudad de Cali, inaugurado en el año 2008.

## Ubicación
Se encuentra ubicada en el oriente de Cali entre la calle 73 (más conocida como Avenida Ciudad de Cali) y la calle 75, vía que se dirige a la comuna 21 y las carreras 19 y 20. En sus cercanías se encuentran el barrio Andrés Sanín, la planta de tratamiento de aguas de Puerto Mallarino y la subestación eléctrica Juanchito, estas últimas pertenecientes a las Empresas Municipales de Cali (Emcali).
Atiende la demanda de las comunas 7, 14 y 21 del oriente de la ciudad hacia el centro, norte y sur.

## Toponimia
Inicialmente llamada terminal de cabecera Puerto Mallarino, recibió su nombre de Andrés Sanín debido al barrio del mismo nombre que se ubica contiguo a la estación.

## Historia
El 27 de mayo de 2011 inició operación la Terminal Andrés Sanín en dos de sus cinco plataformas, siendo la primera terminal de cabecera del sistema MIO en ser puesta al servicio. La apertura de esta terminal permitió descongestionar la estación 7 de Agosto, la cual previamente operaba como cabecera de la troncal de la carrera 15 y recibía todas las rutas que atendían el sector oriental de Cali.

## Características
La terminal cuenta con cinco plataformas: dos de estas plataformas son de piso alto para buses articulados y padrones con puertas por el lado izquierdo y las otras tres plataformas son de piso bajo para recibir buses padrones y complementarios por el lado derecho. Adicionalmente, una de las plataformas de piso bajo fue inicialmente pensada para recibir buses intermunicipales de los municipios de Candelaria y Florida, sin embargo esta es actualmente utilizada como plataforma de descenso de pasajeros de las rutas alimentadoras que llegan a la terminal. Su acceso peatonal se encuentra sobre la calle 73 (Avenida Ciudad de Cali), a través de la cual se encuentra un puente peatonal que permite atravesar el canal de aguas lluvias ubicado en la parte central de la vía para acceder a la estación, mientras que los vehículos acceden a la estación por medio de la calle 75 y la carrera 20, para salir de la misma por la calle 75 y/o la calle 73.

## Servicios de la estación

### Rutas troncales
| Ruta | Estación Origen      | Estación Destino             | Sentido (N/S) |
| ---- | -------------------- | ---------------------------- | ------------- |
| T40  | Inicio del recorrido | Centro                       | Ambos         |
| T47  | Inicio del recorrido | Unidad Deportiva Cl 5 Cra 52 | Ambos         |

### Rutas pretroncales
| Ruta | Origen                      | Trayecto                                                              | Destino                      |
| ---- | --------------------------- | --------------------------------------------------------------------- | ---------------------------- |
| P14A | Universidades Cra 100 Cl 16 | Cr 99 - Av. Ciudad de Cali - Terminal Aguablanca                      | Fin del recorrido            |
| P24B | C.A.M.                      | Centro - Av 6N - Cl 44 - Cra 8 - Av. Ciudad de Cali                   | Fin del recorrido            |
| P40A | Inicio del recorrido        | Av. Ciudad de Cali - Cra 8                                            | Centro                       |
| P40B | Inicio del recorrido        | Cl 70 - Cra 2 - Sena - Cra 5 - Cra 8                                  | Centro                       |
| P42  | Inicio del recorrido        | Av. Ciudad de Cali - Paso del Comercio - Cl 70N                       | Terminal Menga Av 3N Cl 70N  |
| P47A | Inicio del recorrido        | Av. Ciudad de Cali - Terminal Aguablanca - Cra 39 - Cl 5              | Unidad Deportiva Cl 5 Cra 52 |
| P47B | Inicio del recorrido        | Av. Simón Bolívar - Terminal Calipso - Cra 32 - Cl 27 - Cra 39 - Cl 5 | Unidad Deportiva Cl 5 Cra 52 |

### Rutas alimentadoras
| Ruta | Origen                             | Trayecto                                                                 | Destino                            |
| ---- | ---------------------------------- | ------------------------------------------------------------------------ | ---------------------------------- |
| A41A | Inicio del recorrido               | Cra 23 - Cl 123 - Decepaz - Cra 28D                                      | Terminal Aguablanca Cra 28D Cl 100 |
| A42B | Inicio del recorrido               | Transversal 103 - La Casona                                              | Terminal Aguablanca Cra 28D Cl 100 |
| A44A | Inicio del recorrido               | Cra 25 - Vallegrande - Cl 112 - Manuela Beltrán - Cra 27 - La Casona     | Terminal Aguablanca Cra 28D Cl 100 |
| A44B | Inicio del recorrido               | Tr 103 - Puertas del Sol - Cr 26C - Cl 112 - Manuela Beltrán - La Casona | Terminal Aguablanca Cra 28D Cl 100 |
| A46  | Inicio del recorrido               | Dg 71A - Cra 25C - Dg 70 - Dg 72C - Sena El Pondaje - Cl 72F - Cra 27    | Terminal Calipso Cl 70 Cra 28D     |
| A47  | Inicio del recorrido               | Cra 25 - Cl 121 - Cra 28D                                                | Terminal Aguablanca Cra 28D Cl 100 |
| A54  | Terminal Aguablanca Cra 28D Cl 100 | Tv 103 - La Casona - Cra 27 - Av. Ciudad de Cali                         | Fin del recorrido                  |
| A83  | Terminal Calipso Cl 70 Cra 28D     | Cra 28D - Cl 72I - Cra 28F - Hospital Carlos Holmes Trujillo - Cl 72U    | Fin del recorrido                  |

Notas